# Голубовський Євген Михайлович
Євген Михайлович (Мойсейович) Голубовський (5 грудня 1936 , Одеса  — 6 серпня 2023 , Одеса ) — український журналіст та культуролог.
Редактор газети «Всесвітні одеські новини», заступник редактора альманаху «Дерибасівська-Ришельєвська», віце-президент Всесвітнього клубу одеситів, укладач, коментатор, автор передмов більш ніж двадцяти книг, таких, як «Вінок Ахматової», «Вінок Пастернаку» «Вінок Мандельштаму», тритомник В. Жаботинського, «Хмара» Ю. Олеші, збірників О. Фіолетова, В. Інбер, М. Крандіївської, В. П'яста та інших.

## Життєпис
Народився в Одесі 5 грудня 1936 року в єврейській родині. У перші дні війни був з матір'ю — лікарем Кларою Натанівною Голубовською (уродженою Шапочником, 1908—1987), уродженкою Балти — евакуйовано до Ташкента; батько Михайло (Мойсей) Євсєєвич Голубовський (1906—1986), капітан інтендантської служби, служив в армії з 1940 року. Євген Голубовський закінчив Одеський політехнічний інститут, де в 1956 році влаштував зі своїми друзями вечір-диспут, присвячений мистецтву — від імпресіонізму до кубізму, що було сприйнято як акція проти офіційного мистецтва соцреалізму. Лише втручання Іллі Еренбурга та Бориса Польового врятувало від виключення із інституту.
Пропрацювавши кілька років інженером, пішов у журналістику, пов'язану з культурою та історією Одеси. Працював кореспондентом газети «Комсомольська іскра» (1965—1973). Потім у 1973 році Євген Голубовський перейшов на посаду завідувача відділу культури газети «Вечірня Одеса» (1973—1993). Зокрема, а цей час працював у «Комсомольській іскрі», потім у «Вечірній Одесі» вів рубрику «Одесика», в якій з'являлися перші публікації відомих одеських краєзнавців — Сергія Лущика, Олега Губара, Ростислава Александрова та інших.
Заступник редактора газети «Одеський вісник» (1993—1994); очолював депутатську комісію Одеської міськради з питань культури (1990—1994); заступник редактора газети «Вісник регіону» (1995—2000). Ведучий культурологічної телепрограми «Кінець століття» — «Нове століття» (ТРК «РІАК», «Аліса») (1993—2005). Був ведучим рубрики «Багатонаціональна Одеса» у журналі «Пасаж». З 2008 року вів одеську літературну студію «Зелена лампа».
У 1990 році заснував газету Всесвітнього клубу одеситів «Всесвітні Одеські новини», де працював також редактором. З 2000 року — заступник редактора літературно-мистецького альманаху «Дерибасівська-Ришельєвська». Крім того, Євген Голубовський став редактором та упорядником багатьох книг з історії культури, літературного життя Одеси. Публікувався у журналах Росії, України, США, Ізраїлю. Член Національної спілки журналістів України. Голова Громадської ради Музею сучасного мистецтва Одеси.
Помер Євген Голубовський 6 серпня 2023 року в Одесі на 87-му році життя. Про це того ж дня повідомила його донька Анна Голубовська.

### Родина
Дружина — Валентина Степанівна Голубовська (1939—2018) — радянський та український мистецтвознавець, краєзнавець, бібліофіл. Донька — Ганна Голубовська, відомий український фотограф.

## Премії та нагороди
- Почесний громадянин Одеси;
- «Золоте перо Одеси»;
- «Громадське визнання»;
- Почесна нагорода міського голови імені Григорія Маразлі — І[14] та ІІ[15] ступенів за багаторічну роботу зі збереження культурної та літературної спадщини Одеси;
- «Культурна столиця» (2021) — щорічна муніципальна премія Одеси.

## Оцінка діяльності
Голубовський за своєю природою творець, збирач, примиритель… Голубовський збирає людей, він уміє виявити й оцінити талант (а вони іноді куди як важкі і складні у спілкуванні та зверненні), він вміє навіяти творчим людям впевненість у тому, що їхня робота важлива, потрібна, повинна бути зроблена…— Юрій Михайлик